# RAD750

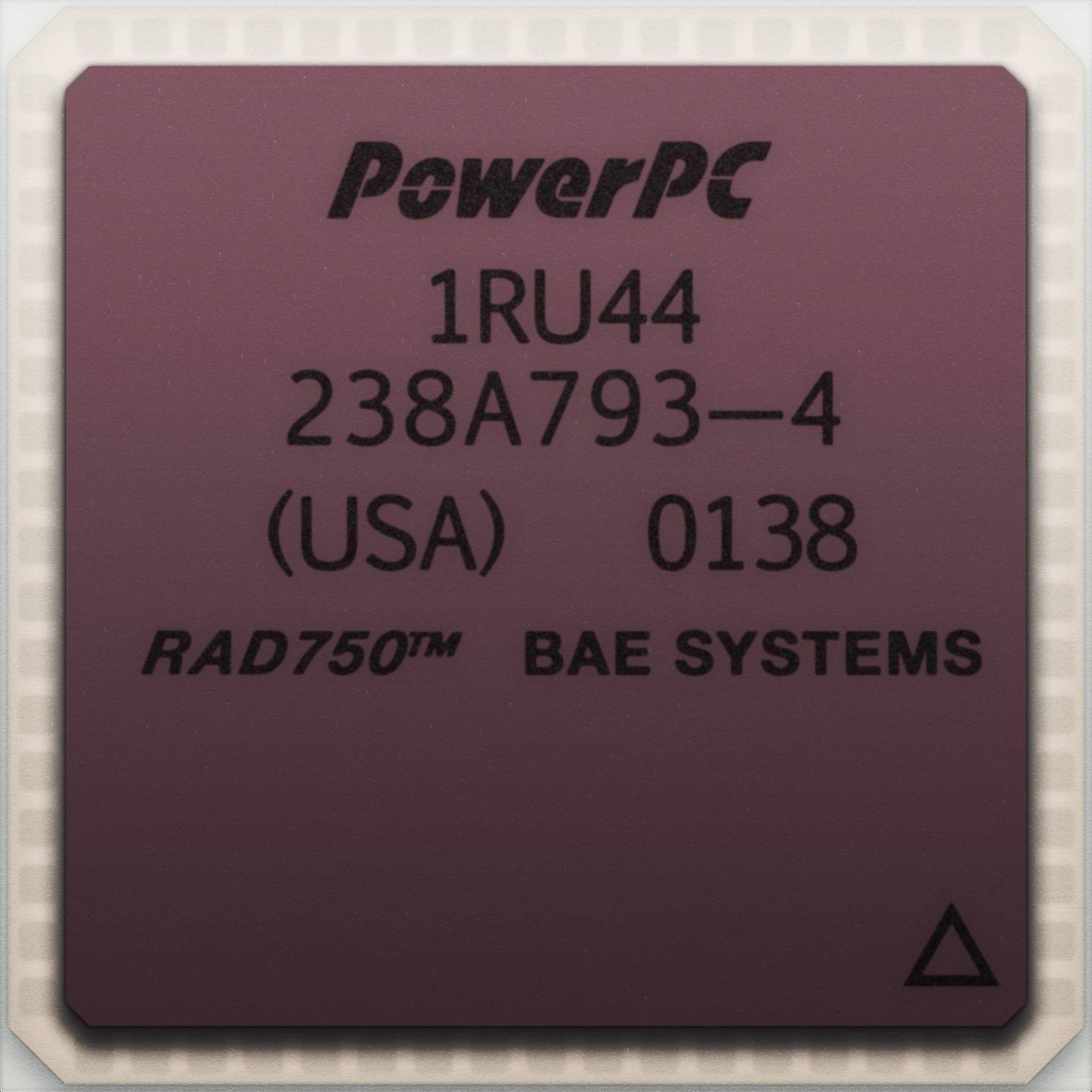
RAD750-Mikroprozessor, hergestellt in KW 38/2001

RAD750 ist die Bezeichnung einer Produktfamilie von strahlungsresistenten Mikroprozessoren (CPUs) und darauf basierenden Einplatinencomputern, hergestellt von BAE Systems Electronic Solutions. Als Nachfolger des RAD6000 ist der RAD750-Prozessor für den Einsatz in Umgebungen mit hohen Strahlungswerten, wie an Bord von Satelliten und Raumfahrzeugen, geeignet. RAD750 wurde im Jahr 2001 eingeführt, die ersten Einheiten wurden im Jahr 2005 in den Weltraum gestartet. Der RAD750 basiert auf dem IBM PowerPC 750. Verpackung und Logik-Funktionen der CPU sind vollständig kompatibel mit der PowerPC-7xx-Familie.

## Daten (historisch)
Die im Jahr 2002 angebotene Version der CPU verfügte über 10,4 Millionen Transistoren, fast eine Größenordnung mehr als der Vorgänger RAD6000 (1,1 Millionen). Sie hatte eine Chipfläche von 130 mm2 und einen Chiptakt von 133 bis 200 MHz. Die Rechnerleistung lag bei 240–366 MIPS. Der Prozessor benötigte 5 Watt elektrische Leistung.
2009 wurden zwei Varianten des RAD750 angeboten, die einer Energiedosis von 2.000 beziehungsweise 10.000 Gy (= 200.000 bis 1.000.000 rd) standhielten. Die CPUs arbeiteten im Temperaturbereich von −55 bis 125 °C. Der Standard-RAD750-Einplatinencomputer (CPU und Mainboard) insgesamt widerstand 1000 Gy ionisierender Strahlung, akzeptierte −55 bis 70 °C Temperatur und benötigte 10 W Leistung.
Ein RAD750-System hatte 2002 einen mit dem RAD6000 vergleichbaren Preis von etwa 200.000 US-Dollar pro Board. Allerdings haben die Programmanforderungen des Kunden und die Einkaufsmengen großen Einfluss auf die endgültigen Kosten pro Einheit.

## Einsatz
Es gibt mehrere Raumfahrzeuge mit RAD750-Computern in Betrieb. Die Kometensonde Deep Impact, welche im Januar 2005 gestartet war, war das erste Raumfahrzeug mit einem RAD750-Computer. Zwei RAD750-Computer werden im WorldView-1-Satellit genutzt, der hochauflösende Bilder der Erde anfertigt. Gestartet wurde dieser am 18. September 2007. Worldview-1 ist Teil des NextView-Programms der National Geospatial-Intelligence Agency.
Weitere Verwendung:
- Mars Reconnaissance Orbiter, Mars-Erkundungssatellit, Start August 2005
- XSS 11, kleiner militärischer Experimentalsatellit, Start April 2005
- Fermi Gamma-ray Space Telescope, ursprünglich GLAST, Start Juni 2008
- Kepler-Weltraumteleskop, Start März 2009
- Lunar Reconnaissance Orbiter, Start Juni 2009
- Wide-Field Infrared Survey Explorer (WISE), Start Dezember 2009
- Solar Dynamics Observatory, Start Februar 2010
- Juno Spacecraft, Start 5. August 2011[8]
- Curiosity Rover (Mars Science Laboratory), Start November 2011[9]
- Perseverance Rover (Mars 2020), Start Juli 2020